# Румунија на Европском првенству у атлетици у дворани 1975.
Румунија је учествовала  на 6. Европском првенству у атлетици у дворани 1975.  одржаном одржаном  8. и 9. марта у Спортско-забавној дворани Сподек у Катовицама, (Пољска).  Репрезентацију Румуније у њеном шестом учешћу на европским првенствима у дворани представљао је 7  спортиста (5 мушкараца и 2 шене) који су се такмичили у 7 дисциплина (5 мушких и 2 женске).
Са две златне и једном бронзаном медаљом Румунија је у укупном пласману освојилао 6. место   од 16 земаља које су имале освајаче медаља.
У табели успешности (према броју и пласману такмичара који су учествовали у финалним такмичењима (првих 8 такмичара)) Румунија је  са 7 учесника у финалу и 36 бодова заузела 6 место.. Од 24 земље учеснице њих 6 нису имале ниједног учесника у финалу: Аустрија, Данска, Луксембург Норвешка Турска и Шпанија.
| Плас. | Земља    | 1. место | 2. место | 3. место | 4. место | 5. место | 6. место | 7. место | 8. место | Бр. финал. - Бод. |
| ----- | -------- | -------- | -------- | -------- | -------- | -------- | -------- | -------- | -------- | ----------------- |
| 6.    | Румунија | 2 − 8    | −        | 1 − 6    | 1 − 5    | 1 − 4    | 1 − 3    | 1 − 2    | −        | 7 − 36            |